# Google Gemini
Google Gemini (ehemals Google Bard) ist ein von Google entwickelter KI-basierter, multimodaler Chatbot. Er wurde als direkte Reaktion auf den Erfolg von ChatGPT entwickelt und im März 2023 in eingeschränkter Kapazität veröffentlicht, bevor er im Laufe des Sommers in weiteren Ländern verfügbar wurde. Google Gemini ist mittlerweile in über 40 Sprachen verfügbar.

## Funktionsweise
Ähnlich wie das Konkurrenzprodukt ChatGPT kann Google Gemini in einer gesprächsähnlichen Art vielfältige Fragen beantworten – als App, mit einem Webbrowser, mit Android Auto, WearOS oder auch mit Google TV. Gemini erlaubt multimodales Arbeiten, das heißt, man kann sowohl diverse Medien wie Sprache oder Fotos eingeben als auch unterschiedliche Formate, wie Code oder Sprache, ausgegeben bekommen.
So gibt es beispielsweise Gems, personalisierte Versionen von Gemini, die vom Nutzer für spezielle Aufgaben erstellt werden können . Dazu gehören ein Schreibassistent zur Erstellung, Umformulierung oder Zusammenfassung von Texten sowie ein Programmier-Helfer zur Generierung und Erklärung von Code in verschiedenen Programmiersprachen.
Der Chatbot basierte auf LaMDA, einem von Google AI entwickelten Large Language Model (LLM), bevor dieses durch das bessere Modell PaLM ersetzt wurde. Seit Dezember 2023 greift es auf das von DeepMind neu entwickelte gleichnamige LLM Gemini (Pro 1.5) zurück, das auf der Transformer-Architektur mit einem stark erweiterten Kontexterfassungsfenster und mehreren parallelen „Experten“-Neuronalen-Netzwerken basiert. Dieses wurde 2025 durch das Modell 2.0 Flash ersetzt.
Die auf Gemini basierende Version ist mit Stand Februar 2024 in mehr als 230 Ländern und Regionen und in 40 Sprachen verfügbar. Die Nutzung von Google Gemini ist kostenlos, jedoch gibt es auch kostenpflichtige Versionen. Google bezeichnete Bard zu Beginn der Veröffentlichung noch als experimentelle Beta-Version, ehe es mit dem Rebranding als Gemini final auf den Markt kam.

## Gemini-Varianten
Gemini wird in den Stufen Flash, Nano, Pro und Ultra angeboten:
- seit 2025 Gemini 2.5 Flash (kostenlos)
- seit 2025 Gemini 2.5 Pro (kostenpflichtig)
- Gemini Nano wird mit optimiertem Speicherbedarf lokal auf Samsung Galaxy S24- oder Pixel-Smartphones benutzt.
- Gemini Ultra dient der Lösung komplexer Aufgaben. Es steht mit Gemini Advanced für Privatnutzer im ChatBot und in Workspace-Apps bereit – oder im Workspace Business-Paket.
Gemini Advanced umfasst kostenpflichtige Versionen (statt Gemini Pro). Diese Ultra-Version gibt es nur mit Google One AI Premium.[9]
- Google One AI Premium ist ein Abo-Paket für Google One. Google One selbst dient nur der Abrechnung. Für US-Nutzer kann der Google One-Zugang zu Gemini Advanced geteilt werden.
- Gemini für Google Workspace ist die Business-Version als Gemini-Integration in GMail, Docs, Sheets und Google Meet. Es ist Oberbegriff für Ultra-Merkmale in Workspace mit den Tarifen Business oder Enterprise.
- Gemini Business ist das auf Google Workspace aufbauende Abo für Gemini in Workspace-Apps für 20 Dollar im Monat pro Nutzer – analog zu Advanced oder Google One AI Premium.
- Gemini Enterprise als leistungsfähigere Variante von Gemini Business kostet 30 Dollar im Monat pro Nutzer.
- Die Gemini Android-App ist in über 150 Ländern verfügbar.[10] Die App kann den Google Assistant ablösen, der in reduzierter Nützlichkeit als Plug-In integriert ist. Gemini für Android entspricht Gemini im Web mit der Ausnahme von Gemini Live, was nur auf Smartphones verfügbar ist. Seit Juni 2024 ist die Gemini App auch in Deutscher Sprache verfügbar.[11]
- Die kostenlos nutzbare Plattform Google NotebookLM verwaltet Notiz-Mappen, lässt Inhalte hochladen, fertigt Inhaltszusammenfassungen wie auch Podcasts unter Verwendung von Gemini an und beantwortet anhand der Quellendokumente Fragen.
- Googles Open-Source-Projekt Gemma nutzt Gemini-Technologie und steht Entwicklern und Nutzern offen.

## Geschichte

Logo von Gemini Advanced

Bereits auf der Google I/O 2017 wurde von CEO Sundar Pichai die Gründung von Google AI verkündet, das sich mit der Entwicklung eigener Systeme künstlicher Intelligenz beschäftigen sollte. 2021 wurde von diesem das Sprachmodell LaMDA entwickelt, jedoch (u. a. aus Sicherheitsbedenken) zunächst nicht veröffentlicht. Das von Konkurrent OpenAI 2022 vorgestellte ChatGPT überraschte Google: Auf einer Konferenz Anfang 2023 bezeichneten Google-Manager dieses als „Code Red“ (also ein klares Warnsignal an Google), da die KI-basierte Plattform des Wettbewerbers eine unerwartet positive Resonanz von Nutzern auf der ganzen Welt erhalten hätte. In einem Blog-Beitrag gab Google bekannt, dass es sein eigenes Produkt nun beschleunigt unter der Marke Bard „vertrauenswürdigen Testern“ zur Verfügung stellen werde, bevor es für die Öffentlichkeit zugänglich gemacht werde. Der Chatbot von Google war nach William Shakespeare benannt, der auch als „Bard of Avon“ (auf Deutsch: „Dichter von Avon“) bezeichnet wird.
Der Start von Bard verlief sehr holprig: Die Aktien des Unternehmens Alphabet fielen am 8. Februar 2023 an der Wall Street um 7,6 Prozent, was einem Rückgang an Marktkapitalisierung um mehr als 100 Milliarden US-Dollar entsprach. Dies war der größte Rückgang seit Oktober 2022. Ursache war eine von Google veröffentlichte Demonstration auf Twitter, bei der Bard eine falsche Antwort bezüglich einer Entdeckung des James Webb Space Telescopes gab.
Nach anfänglich beschränktem Zugang für wenige Tester veröffentlichte Google am 21. März 2023 eine Version von Bard, welche allerdings nur in den USA und dem Vereinigten Königreich, nach dem Beitreten einer Warteliste, verfügbar war. Am 10. Mai 2023 wurde auf der Google I/O ’23 verkündet, dass Google Bard von nun an in über 180 Ländern verfügbar ist. Die voranschreitende Einführung umfasste keine Länder in der Europäischen Union, was an Bedenken der irischen Datenschutzkommission DPC lag, ob Bard die Datenschutz-Grundverordnung einhalte. Mitte Juli 2023 wurde Google Bard dann in ganz Europa verfügbar gemacht.

## Kontroversen
Im Februar 2024 geriet Google Gemini in Kritik, weil es Bilder mit historischen Fehlern produzierte. Nutzer hatten den Chatbot aufgefordert, historische Bilder zu erstellen, etwa mit den Gründungsvätern der USA oder von deutschen Soldaten des Zweiten Weltkriegs. Gemini produzierte daraufhin Bilder mit Gesichtern von Personen afroamerikanischer und asiatischer Abstammung. Google CEO Pichai gab daraufhin in einem internen Memo am 27. Februar Fehler zu, gab die temporäre Abschaltung der Bild-Generierungsfunktion bekannt und entschuldigte sich.
LaMDA sorgte Mitte 2022 für Furore, weil einer von Googles Softwareingenieuren davon überzeugt war, dass LaMDA ein Bewusstsein entwickelt habe.